# عیسی جلودی
عیسی بن یزید جلودی از فرماندهان جنگی عباسی و والی مکه و مصر است که در دربار مأمون و هارون حضور فعال داشت. بنابر نفلی شیعی، وی در دربار مأمون، به اعدام محکوم شد.

## نام و کنیه و سرگذشت
نام کامل وی، عیسی بن یزید جلودی است. جلودی بر وزن جعفر یا قبول است که نام منطقه‌ای در شام یا اندلس است. منابع دیگری برای جلود معانی دیگری نیز متذکر شده‌اند از جمله: نام منطقه‌ای در آفریقا، نام منطقه‌ای در بحر و نام شاخه‌ای از قبیله ازد.

## مشارکت‌ها
از جمله مشارکت‌های سیاسی و نظامی او عبارتند از:
- والی مکه در عصر مأمون
- والی مصر در عصر مأمون
- سرکوب قیام محمد بن جعفر بن محمد (برادر موسی کاظم) در مدینه؛ که در این حمله به مدینه، محله بنی هاشم مورد تعرض و تمام خانه هاشمیان غارت شد
- سرکوب قیام محمد بن سلیمان ملقب به افطس در مدینه
- سرکوب قیام محمد بن جعفر صادق در مکه

ادعایی که از سوی اَبُوالْفَرَجِ اصفهانی و شیخ مفید مبنی بر همراهیِ علی بن موسی تا مرو از سوی عیسی جَلّودی مطرح شده، مردود و نادرست است. چراکه در همان سال عیسی جلّودی، قیام محمد بن جعفر را در مکه سرکوب کرده و او را با خود به عراق بُرد و به رجاء بن ابی‌ضحاک تحویل داد. رجاء نیز هردو را به خراسان بُرد.

## حمله به خانه علی بن موسی الرضا
گزارش‌هایی از منابع تاریخی گواه بر این است که وقتی عیسی جلودی به مدینه حمله کرد، به خانه علی بن موسی الرضا نیز هجوم برد. آورده‌اند؛ پس از اینکه محمد بن جعفر اعلامِ قیام کرد، هارون سپاهی را روانهٔ مدینه، و دستورِ سرکوبِ قیام و کشتنِ محمد بن جعفر را صادر کرد. هارون به عیسی جَلّودی، فرمانده لشکر، دستور داد به خانه‌های علویان یورش بَرد و دارایی، لباس و زیورِ زنان را غارت کند، و حتّی یک جامه بر تنِ زنان باقی نگذارد. به‌گفتهٔ شیخ صدوق هنگامی‌که جلّودی به خانهٔ علی بن موسی الرّضا هجوم بُرد، علی بن موسی دستور داد همهٔ زنان در یک اتاق گرد آیند، و خود بر درِ اتاق ایستاد و از هجوم جلّودی به درونِ اتاق جلوگیری کرد و سوگند خورد تا خودش، اموالِ درونِ خانه و داراییِ زنان اعم از لباس و گوشواره و خلخال‌شان را بستاند و به جلّودی تحویل دهد. جلّودی این شرطِ علی بن موسی را پذیرفت و وی نیز چنین کرد.

## سرانجام
پس از آنکه علی بن موسی الرضا به مرو رسید؛ جلسه‌ای برای پذیرش ولایتعدی و بیعت گرفتن از وی، تدارک دیده شد؛ در این جلسه، برخی افراد به علت کینه و نفرت شخصی از علی بن موسی، از بیعت‌کردن با وی خودداری کردند؛ آنها از مأمون جهت بیعت گرفتن برای علی بن موسی نیز گلایه داشتند. بزرگان این افراد عبارتند از: عیسی جلودی، علی بن عمران و ابویونس. مأمون پس از تخطی آنها از بیعت، دستور حبس آنها را صادر کرد. به گزارش صدوق، بعدها مأمون دستور داد آنها را از زندان به نزد او آورند. وقتی علی بن عمران به کاخ مأمون وارد شد و علی بن موسی را در کنار مأمون دید، عصبانی شد و خطاب به مأمون شکایت کرد. مأمون از وی غضبناک شد و دستور داد وی را اعدام کنند. سپس ابویونس وارد شد، او نیز از دیدن علی بن موسی در کنار مأمون غضبناک شد و از علی بن موسی به بدی یاد کرد. مأمون حکم اعدام وی را نیز صادر نمود. در نهایت جلودی، که از حمله‌کنندگان به منزل علی بن موسی و باقی بنی‌هاشم در مدینه بود ولی به درخواست علی بن موسی در مدینه از تعرض به خانه او با شرایطی منصرف شده‌بود، وارد شد و علی بن موسی به جهت تجلیل از آن کار جلودی در گوش مأمون درخواست عفو و بخشش او را مطرح کرد. جلودی که این رفتار علی بن موسی را دید، گمان نمود به سبب آن اتفاق در مدینه، علی بن موسی قصد مجازات وی را داشته و از مأمون تقاضای اعدام کرده است. با همین خیال به مأمون گفت: از تو درخواست دارم تا آنچه این مرد در حق من می‌خواهد، قبول نکن. مأمون نیز گفت: هرگز سخن این مرد را در حق تو قبول نخواهم کرد و دستور داد او را نیز اعدام کردند.